# Benjamin Langat

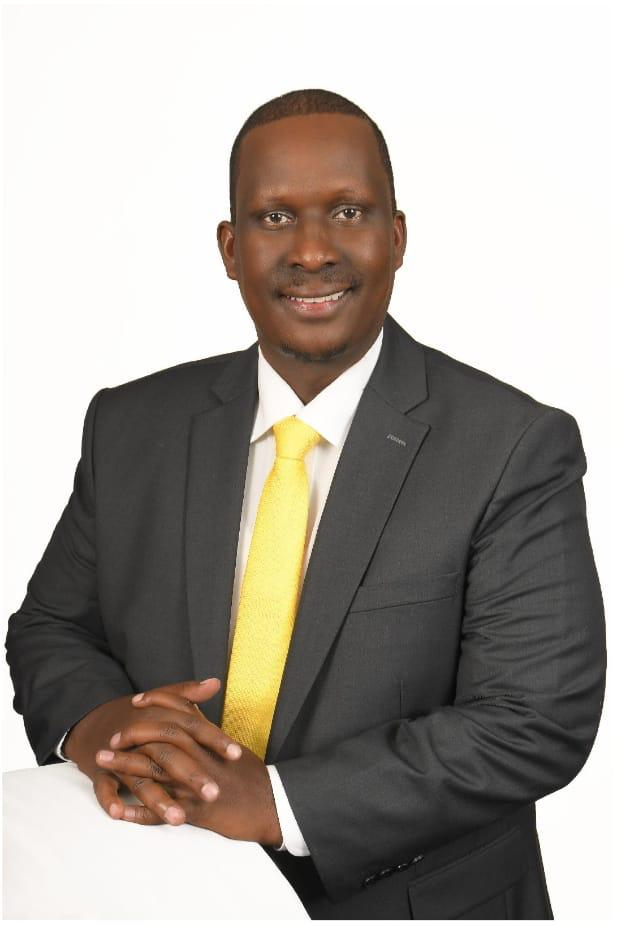
Benjamin Langat

Benjamin Kipkirui Langat (* 24. November 1976 in Chepkoiyo, Kericho District) ist ein kenianischer Politiker der United Democratic Alliance (UDA), der von 2008 bis 2017 Mitglied der Nationalversammlung sowie zwischen 2018 und 2022 Hochkommissar in Namibia war. Seit 2022 ist er wieder Mitglied der Nationalversammlung.

## Leben
Benjamin Kipkirui Langat besuchte von 1984 bis 1991 die Chepkoiyo Primary School, die er mit einem Certificate of Primary Education beendete, sowie zwischen 1992 und 1995 die Kericho High School, die er mit einem Certificate of Secondary Education abschloss. 1997 begann er ein Studium im Fach Rechnungswesen an der University of Nairobi (UON), welches er 2001 mit einem Bachelor of Commerce (B.Com (Accounting)) beendete. Zugleich absolvierte er zwischen 1998 und 2002 ein Studium am KASNEB, eine staatliche Körperschaft des Finanzministeriums, das er als Wirtschaftsprüfer CPA (Certified Public Accountant) abschloss. Daraufhin nahm er nach seiner Zulassung als Mitglied des Institute Of Certified Public Accountants Of Kenya (ICPAK) von 2002 bis 2003 eine berufliche Tätigkeit als Leitender Wirtschaftsprüfer bei Waithaka Kiarie Mbaya & Co. auf und begann 2003 ein postgraduales Studium im Fach Management an der University of Nairobi, welches er 2005 mit einem Master of Business Administration (MBA) beendete. Er war daraufhin zwischen 2006 und 2007 Leitender Buchhalter der Chai Trading Company Ltd.
Bei der Parlamentswahl 2007 wurde er erstmals zum Mitglied der Nationalversammlung gewählt und gehörte dieser nach seiner Wiederwahl bei der Parlamentswahl 2013 von 2008 bis 2017 an. Während seiner Parlamentszugehörigkeit war er zwischen 2008 und 2013 sowohl Vize-Vorsitzender des Rechnungsprüfungsausschusses für Kommunalverwaltungen und Fonds (Local Authorities & Fund Accounting Committee) als auch Mitglied des Ausschusses für öffentliche Arbeiten und Wohnungsbau (Public works & Housing Committee). Im Anschluss war er von 2013 bis 2017 in Personalunion Vorsitzender des Ausschusses für Finanzen, Planung und Handel (Finance, Planning & Trade Committee), Mitglied des Haushalts- und Bewilligungsausschusses (Budget & Appropriation Committee) sowie Mitglied des Verbindungsausschusses (Liaison Committee). Für seine Verdienste wurde er 2015 Chief Of The Burning Spear (CBS) Erster Klasse.
Nach seinem Ausscheiden aus der Nationalversammlung wurde Benjamin Langat 2018 Hochkommissar in Namibia im Range eines Botschafters und bekleidete dieses Amt bis 2022. Bei der Parlamentswahl 2022 wurde er für die United Democratic Alliance (UDA) im Wahlkreis Ainamoi wieder zum Mitglied der Nationalversammlung gewählt. Zurzeit ist er Vize-Vorsitzender des Ausschusses für Finanzen und nationale Planung (Finance & National Planning Committee).